# Zora
Zora est un prénom slave,donné en Serbie, Croatie, Macédoine, Tchéquie.

## Prénom
- Zora Young, chanteuse  de blues américaine.
- Zora Neale Hurston, écrivain américaine.

## Lieux
- Zora, Pennsylvanie, lieu d'un épisode de la Guerre de Sécession des États-Unis.
- Une île du golfe Persique.

## Biologie
- Zora est un genre d'araignées.

## Culture
- La revue Zora.
- Zora, journal bulgare.
- Zora la rousse, un roman allemand de Kurt Held.
- Zora la rousse, série tirée du roman.
- Zora sourit, chanson interprétée par Céline Dion.
- Les Zoras, peuple des jeux vidéo Zelda.

## Voir
- Zorah, et Zohra
- Zoa